# Стажер (фільм, 2015)
«Стажер» (англ. The Intern) — американська кінокомедія режисерки, продюсерки і сценаристки Ненсі Меєрс, що вийшла 2015 року. У головних ролях Роберт де Ніро, Енн Гетевей, Рене Руссо.
Уперше фільм продемонстрували 21 вересня 2015 року у США на кінофестивалі Wine Country. В Україні у кінопрокаті показ фільму розпочався 24 вересня 2015 року.

## Сюжет
Бену Віттакеру вже сімдесят, проте він не може спокійно сидіти без діла. Бен вирішує найнятися стажером в офіс сайту про моду. Там молодий колектив, молода начальниця, і спочатку вони не знають, як правильно реагувати на таку ситуацію.

## Творці фільму

### Знімальна група
Кінорежисер — Ненсі Меєрс, сценаристкою була Ненсі Меєрс, кінопродюсерами — Ненсі Меєрс і Сюзанна Макнейл Фарвелл, виконавчим продюсером — Селія Д. Костас. Композитор: Теодор Шапіро, кінооператор — Стівен Ґолдблетт, кіномонтаж: Роберт Лейтон. Підбір акторів — Тіффані Літтл Кенфілд, Ларей Мейфілд, Бернард Телсі і Девід Ваккарі, художник-постановник: Крісті Зі, артдиректор: В. Стівен Ґрем і Даґ Гасті, художник по костюмах — Жаклін Окнеіен.

### У ролях
| Актор          | Персонаж                         | Роль                      |
| -------------- | -------------------------------- | ------------------------- |
| Роберт де Ніро | Бен Віттакер англ. Ben Whittaker | стажер                    |
| Енн Гетевей    | Джулс Остін англ. Jules Ostin    | засновниця і ГВД компанії |
| Рене Руссо     | Фіона англ. Fiona                | масажистка                |
| Адам ДеВін     | Джейсон англ. Jason              |                           |

## Сприйняття

### Оцінки
Станом на 23 вересня 2015 року рейтинг очікування фільму на сайті Rotten Tomatoes становив 97 % із 12 246 голосів, середня оцінка 3,9/5, на сайті Kino-teatr.ua — 10/10 із 7 голосів.
Фільм отримав змішані відгуки: Rotten Tomatoes дав оцінку 55 % на основі 94 відгуків від критиків (середня оцінка 5,6/10) і 79 % від глядачів з середньою оцінкою 4/5 (13 987 голосів). Загалом на сайті фільм має змішаний рейтинг — фільму зарахований «гнилий помідор» від кінокритиків, проте «попкорн» від глядачів, Internet Movie Database — 7.2/10 (108 334 голосів), Metacritic — 52/100 (34 відгуки критиків) і 6,7/10 від глядачів (12 голосів). Загалом на цьому ресурсі від критиків фільм отримав змішані відгуки, а від глядачів — позитивні.

### Касові збори
Під час показу в Україні, що розпочався 24 вересня 2015 року, протягом першого тижня на фільм було продано 51 417 квитків, фільм показали у 150 кінотеатрах і він зібрав 3 228 695 ₴, що на той час дозволило йому зайняти 3-є місце серед усіх прем'єр.
Під час показу у США, що розпочався 25 вересня 2015 року, протягом першого тижня фільм показали у 3 305 кінотеатрах і він зібрав 17 728 313 $, що на той час дозволило йому зайняти 2-е місце серед усіх прем'єр. Станом на 28 вересня 2015 року показ фільму триває 4 дні (0,6 тижня) і за цей час зібрав у прокаті у США 19 236 702 доларів США, а у решті світу 12 500 000 $ (за іншими даними 11 800 000$), тобто загалом 31 736 702 доларів США (за іншими даними 31 036 702 $) при бюджеті 35 млн доларів США (за іншими даними 40 млн $).

## Дубляж українською мовою
Дублювання українською мовою зроблено студією «Postmodern». Переклад здійснено Олексою Негребецьким, режисером дубляжу була Катерина Брайковська, звукорежисер — Олександр Мостовенко, звукорежисер перезапису — Маша Нестеренко.
Ролі озвучили: Юлія Перенчук, Роман Чорний, Юрій Кудрявець, Наталя Денисенко, Лідія Муращенко, Євген Пашин, Олександр Погребняк, Андрій Соболєв, Паша Лі, та інші.